# Mensa (mebel)

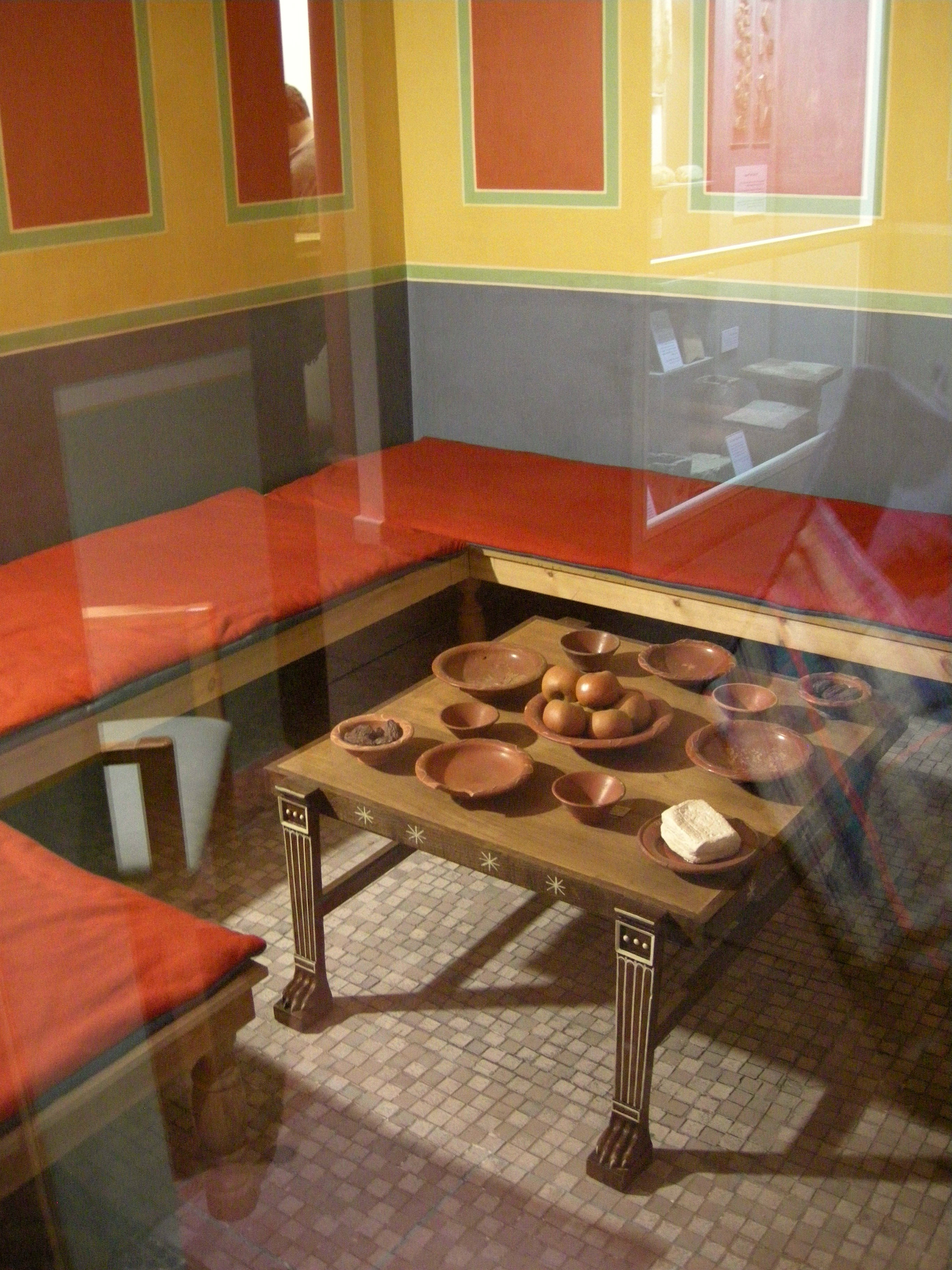
Rekonstrukcja triclinium ze stołem (Muzeum Rzymskie w Canterbury)

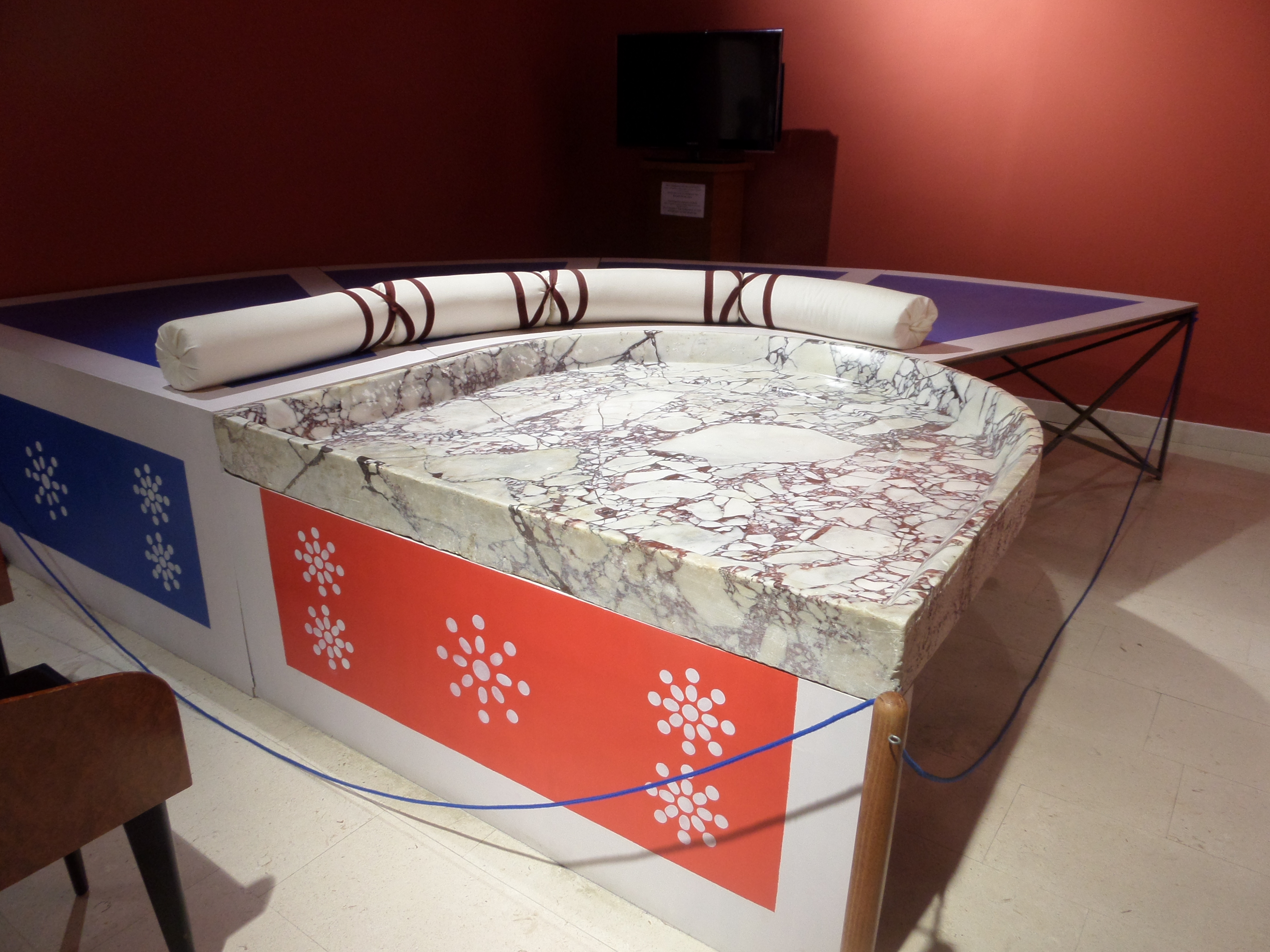
Marmurowy stół zaoblony (mensa lunata) z rzymskiego pałacu

Mensa (łac. mēnsă) – kwadratowy stół w starożytnym Rzymie.
W biesiadnym triclinium z trzech stron dostawiano do niego leżanki, pozostawiając z czwartej swobodny dostęp dla usługujących niewolników.
Stoły w atrium miały zazwyczaj postać cartibulum – marmurowego blatu osadzonego na 4 nogach w kształcie lwich łap (bądź na ozdobnej jednonożnej podstawie), które jako sprzęt domowy osiągało na rynku znaczną cenę.
W okresie wczesnego cesarstwa cartibula miały postać okrągłych jednonożnych stolików z drewna lub z brązu (w rodzaju nowożytnych gerydonów) albo marmurowych postumentów służących do wystawiania najcenniejszych domowych przedmiotów; określano tak również trójnożne metalowe stoliki o wygiętych nogach zakończonych łapami.
Specyficzne określenie mensa argentaria odnosiło się do stołów, które rzymskim bankierom (mensarii) służyły przy dokonywaniu wymiany pieniędzy.     